# Pterocerina obliteratella
Pterocerina obliteratella är en tvåvingeart som beskrevs av Blanchard 1938. Pterocerina obliteratella ingår i släktet Pterocerina och familjen fläckflugor. Inga underarter finns listade i Catalogue of Life.